# 豐後清川站
豐後清川站（日语：／ Bungo-Kiyokawa eki */?）是位於大分縣豐後大野市清川町雨堤，九州旅客鐵道（JR九州）的豐肥本線車站。

## 歷史
在車站啟用時的站名為「牧口」，名稱取自當時的牧口村。後來，於1955年（昭和30年）牧口村與周邊町村合併，成為清川村。後來在1988年（昭和63年）設置了車站名稱變更促進協議會。
曾經車站附近盛產森林業，當時設有森林鐵道，在牧口貯木場運送木材前往北九州或阪神地區。在1955年開始改為使用卡車運送，後來由於伐採量減少而關閉事業所。
- 1922年（大正11年）11月23日：犬飼輕便線三重町站至緒方站之間開通，牧口站[2]。
- 1928年（昭和3年）12月2日：路線改名為豐肥本線[2]。
- 1971年（昭和46年）10月1日：結束貨物起卸業務[6]。
- 1972年（昭和47年）3月1日：成為業務委託車站[6]。
- 1983年（昭和58年）11月30日：南熊本站至下郡站之間CTC化，此站沒有職員當值（簡易委託化）[3][6]。
- 1987年（昭和62年）4月1日：伴隨國鐵分割民營化，車站由九州旅客鐵道（JR九州）營運[7][8][9][2]。
- 1990年（平成2年）
  - 6月3日：與物產館合併，車站大樓翻新[10]。
  - 11月1日：車站改名為豐後清川站[4]。
- 1992年（平成4年）7月15日 - 設置列車交會設備[11]
- 2017年（平成29年）
  - 9月17日：受到超強颱風泰利影響，阿蘇站至中判田站之間不能通行，車站暫停營業[12][13]。
  - 9月19日：中判田站至豐後竹田站之間安排代行的士運送[14][15]。
  - 9月22日：阿蘇站至三重町站之間重開（阿蘇站至豐後竹田站之間的代行的士於前日終止。）[16][17]。

## 車站構造
車站是一座地面車站，設有2面2線的相對式月台。兩月台之間設有跨線橋連接。車站大樓內設有簡易郵局和物產館。
此站是由豐後竹田站管理的簡易委託車站。由簡易郵局職員兼任車站業務，只於平日售賣近距離車票、定期票和回數票。
　

### 月台
| 月台 | 路線      | 上下行與方向                           | 備註 |
| ---- | --------- | -------------------------------------- | ---- |
| 1    | ■豐肥本線 | （上行）豐後竹田方向、（下行）大分方向 |      |
| 2    | ■豐肥本線 | （上行）豐後竹田方向                   |      |

## 使用狀況
在2015年度，1日平均乘車人次為64人（比前年度少5人）。
| 乘車人次變化 | 乘車人次變化 |
| 年度         | 1日平均人次  |
| ------------ | ------------ |
| 2000         | 98           |
| 2001         | 97           |
| 2002         | 103          |
| 2003         | 99           |
| 2004         | 90           |
| 2005         | 94           |
| 2006         | 90           |
| 2007         | 95           |
| 2008         | 87           |
| 2009         | 82           |
| 2010         | 75           |
| 2011         | 82           |
| 2012         | 80           |
| 2013         | 79           |
| 2014         | 69           |
| 2015         | 64           |

## 車站周邊
- 豐後大野市政廳清川分所（舊・清川村（日语：清川村 (大分県)）公所）
- 豐後清川簡易郵局[1]
- 清川郵局
- 豐後大野市立北小學
- 豐後大野市立清川小學
- 道之驛清川（日语：道の駅きよかわ）

## 相鄰車站
九州旅客鐵道（JR九州）
■豐肥本線
緒方－豐後清川－三重町

## 注腳
1. 1 2 3 4 5  . 週刊朝日百科. 38号 大分駅・由布院駅・田主丸駅ほか. 朝日新聞出版. 2013-05-12: 25 （日语）.
2. 1 2 3 4  曾根悟（監修）. 朝日新聞出版分冊百科編集部（編集） , 编. . 週刊朝日百科. 27号・豊肥本線／久大本線. 朝日新聞出版. 2010-01-24: 14–15 （日语）.
3. 1 2 3  . 大分合同新聞（朝刊） (大分合同新聞社). 1983-11-30: 9 （日语）.
4. 1 2 3 4 5  . 大分合同新聞（朝刊） (大分合同新聞社). 1990-11-02: 17 （日语）.
5. ↑  《清川村誌》1979年，201-202頁
6. 1 2 3  荘田啓介. . 大分合同新聞社. 1987-02: 314 （日语）.
7. ↑  九州鉄道百年祭実行委員会・百年史編纂部会 (编).  初版. 九州旅客鉄道. 1988: 181 （日语）.
8. ↑  『交通年鑑 昭和63年版』 交通協力會，1988年3月。
9. ↑  今村都南雄 『民営化の效果と現実NTTとJR』 中央法規出版，1997年8月。ISBN 978-4805840863
10. 1 2  . 大分合同新聞（朝刊） (大分合同新聞社). 1990-06-03: 15 （日语）.
11. ↑  . 交通新聞 (交通新聞社). 1992-07-01: 3 （日语）.
12. ↑  台風18号に伴う、9月19日（火）の運転状況について　【9月19日3:30現在】PDF（日語） - 九州旅客鐵道（2017年9月19日發表，同日參閲）
13. ↑   (pdf) (新闻稿). 國土交通省. 2017-09-19  [2017-09-23]. （原始内容存档 (PDF)于2017-09-20） （日语）. 鉄道関係
14. ↑  鉄道代行輸送についてのご案内PDF-九州旅客鐵道（2017年9月19日，同日參閲）
15. ↑  . 大分合同新聞. 2017-09-19: 11（夕刊） （日语）.
16. ↑  日豊本線・豊肥本線（大分～阿蘇間）の運転計画について（お知らせ）PDF（日語）九州旅客鐵道（2017年9月22日發表，同日參閲）
17. ↑  . Response. (株式会社イード). 2017-09-22  [2017-09-23]. （原始内容存档于2017-09-23） （日语）.
18. ↑  大分縣統計年鑑

## 外部連結
- 豐後清川（車站資訊） - 九州旅客鐵道（日語）